# Willem Kersters
Willem Kersters (Antwerpen, 9 februari 1929 – Antwerpen, 29 december 1998) was een Belgisch componist, muziekpedagoog en musicus.

## Levensloop
Kersters deed zijn studies vanaf 1945 aan het Koninklijk Vlaams Conservatorium te Antwerpen in de vakken harmonieleer en piano. Daarna voltooide hij zijn studies aan het Koninklijke Muziekconservatorium te Brussel bij Jean Louël (contrapunt), Jean Absil en Marcel Quinet (fuga), Marcel Poot (compositieleer) en bij René Defossez (orkestdirectie). Na te zijn afgestudeerd, was hij meerdere jaren in de steden Tienen, Leuven en Aarschot werkzaam als muziekleraar. Van 1961 tot 1968 werkte hij in de functie van leider van een muziekprogramma bij een lokale omroep en de  BRT.
Vanaf 1962 was hij eveneens docent in harmonieleer en later ook compositieleer aan het conservatorium te Antwerpen. In 1967 werd hij aan het Conservatorium Maastricht tot professor voor de muziektheoretische vakken geroepen. In deze functie bleef hij tot 1989 werkzaam.
Voor zijn composities kreeg Kersters nationale en internationale prijzen en onderscheidingen, waaronder de Prijs Eugène Baie in 1968 en de SABAMprijs in 1972. In 1990 werd hij tevens verkozen als lid van de Koninklijke Vlaamse Academie van België voor Wetenschappen en Kunsten.

## Composities

### Werken voor orkest

#### Symfonieën
- 1962 Symfonie nr.1, opus 22
- 1963 Symfonie nr.2, opus 26
  1. Andante[1]
  2. Allegro molto e spirituoso[2]
  3. Andante
  4. Presto[3]
- 1967 Symfonie nr.3, opus 39[4]
- 1968 Symfonie nr.4, voor alt solo en orkest, opus 45[5] - tekst: Guido Gezelle
  1. Moderato
  2. Allegro vivo
  3. Lento
  4. Allegro marcato
- 1987 Symfonie nr.5, opus 83

#### Concerten voor instrumenten en orkest
- 1978 Concerto, voor piano en orkest, opus 69
- 1989 Concerto, voor viool en orkest, opus 86
- 1997 Concerto "Filia Guilmin", voor gitaar en kamerorkest, opus 103

#### Andere werken voor orkest
- 1953 Concertino, voor hobo en strijkorkest, opus 2
- 1955 Sinfonietta, voor kamerorkest, opus 7
- 1958 Sinfonia Piccola, opus 12
- 1958 Divertimento per archi, voor strijkorkest, opus 13
- 1963 Plechtige ouverture - Ouverture solennelle, voor groot orkest, opus 24
- 1964 Concertmuziek, voor strijkers, piano, slagwerk en pauken, opus 28
- 1965 Drie bagatellen, voor strijkorkest, opus 34
- 1968 Meditation uber den Namen BACH, voor trompet in D en strijkers, opus 46
- 1969 Contrasten, voor slagwerk en orkest, opus 50
- 1972 Capriccio, opus 59
- 1974 Sonatine, voor hobo en piano, opus 63
- 1987 Ballade, voor altsaxofoon en strijkorkest, opus 84
- 1998 Serenade nr.2, voor strijkorkest, harp en slagwerk, opus 105

### Werken voor harmonie- of fanfareorkest of brassband of koperensemble
- 1962 Psalmen, voor alt solo, mannenkoor, orgel, pauken en koperblazers, opus 21
- 1967 Sinfonietta, voor harmonieorkest, opus 42
- 1973 Laudes, voor koperblazers en slagwerk, opus 61
- 1974 Halewijn, ballade, opus 62
- Valerius Ouvertüre, opus 13
- Incantations, voor brassband

### Oratoria
- 1966 A hymn of praise, oratorium voor spreker, vocaal-trio, koor en orkest, opus 38
- 1995 De feesten van angst en pijn, oratorium voor tenor solo, alt solo, rezitant, koor harp, piano, slagwerk en strijkers, opus 96

### Muziektheater

#### Opera's
| Voltooid in | titel               | aktes   | première        | libretto           |
| ----------- | ------------------- | ------- | --------------- | ------------------ |
| 1983        | Gansendonk, opus 72 | 3 aktes | 1984, Antwerpen | Hendrik Conscience |

#### Balletten
| Voltooid in | titel                         | aktes | première | libretto | choreografie |
| ----------- | ----------------------------- | ----- | -------- | -------- | ------------ |
| 1956        | Parwati, opus 10              |       |          |          |              |
| 1958        | Triomf van de geest, opus 17  |       |          |          |              |
| 1973        | Halewijn                      |       |          |          |              |
| 1976        | Uilenspiegel de geus, opus 67 |       |          |          |              |

### Werken voor koor
- 1962 Vier oudvlaamse liederen, voor koor en orkest
- 1984 Lentesuite voor koor SATB, opus 76
- 1986 Het zonnelied, naar Franciscus van Assisi voor koor en orkest, opus 81

### Vocale muziek met orkest of instrumenten
- 1953 De geestelijke bruiloft, voor sopraan, althobo, klarinet, piano en strijkkwartet, opus 1
- 1970 Barbaarse dans, voor alt solo, tenor solo, vrouwenkoor en instrumental-ensemble, opus 54
- 1971 Angst - een dans, voor tenor solo, sprekerin, gemengd koor, harp, piano en percussie-orkest, opus 57
- 1985 De dans der kristallen, voor middenstem en strijkorkest, opus 80

### Kamermuziek
- Drie Rondos, voor koperkwintet, opus 48
- 1960 Humoreske, voor Fagot en Piano

### Werken voor orgel
- 1961 Twee preludes, opus 20
- 1965 Koraalfantasie, opus 31
- 1967 Kleine suite - Petite suite, opus 40
- 1967 Fantasia, opus 43
- 1978 Variazioni, opus 70

### Werken voor percussie
- 1969 Anaglyphos, voor slagwerkorkest, opus 51
- 1974 Coïncidences, voor negen slagwerkers, opus 65